# Drosophila brevitarsus
Drosophila brevitarsus är en tvåvingeart som beskrevs av Elmo Hardy 1965. Drosophila brevitarsus ingår i släktet Drosophila och familjen daggflugor.
Artens utbredningsområde är Hawaii.